# Нова Камйонка (Сувальський повіт)
Нова Камйонка (пол. Nowa Kamionka) — село в Польщі, у гміні Бакалажево Сувальського повіту Підляського воєводства.
Населення — 66 осіб (2011).
У 1975-1998 роках село належало до Сувальського воєводства.

## Демографія
Демографічна структура станом на 31 березня 2011 року:
|          | Загалом | Допрацездатний вік | Працездатний вік | Постпрацездатний вік |
| -------- | ------- | ------------------ | ---------------- | -------------------- |
| Чоловіки | 35      | 11                 | 18               | 6                    |
| Жінки    | 31      | 8                  | 17               | 6                    |
| Разом    | 66      | 19                 | 35               | 12                   |